# Elecciones al Congreso de los Diputados de abril de 2019 (Badajoz)
Las elecciones al Congreso de los Diputados de 2019 se celebraron en la provincia de Badajoz el domingo 28 de abril, como parte de las elecciones generales convocadas por Real Decreto dispuesto el 4 de marzo de 2019 y publicado en el Boletín Oficial del Estado el día siguiente. Se eligieron los 6 diputados del Congreso correspondientes a la circunscripción electoral de Badajoz, mediante un sistema proporcional (método d'Hondt) con listas cerradas y un umbral electoral del 10 %.

## Resultados
Los comicios depararon 3 escaños al Partido Socialista Obrero Español y 1 al Partido Popular, a Ciudadanos y a Vox.
| Candidatura                                          | Candidatura                                          | Votos   | %                                        | Escaños                                  |
| ---------------------------------------------------- | ---------------------------------------------------- | ------- | ---------------------------------------- | ---------------------------------------- |
|                                                      | Partido Socialista Obrero Español (PSOE)             | 156 876 | 38,49                                    | 3                                        |
|                                                      | Partido Popular (PP)                                 | 83 180  | 20,41                                    | 1                                        |
|                                                      | Ciudadanos-Partido de la Ciudadanía (Cs)             | 75 425  | 18,51                                    | 1                                        |
|                                                      | Vox (Vox)                                            | 44 798  | 10,99                                    | 1                                        |
| Unidas Podemos (Podemos-IU-Equo)                     | Unidas Podemos (Podemos-IU-Equo)                     | 38 094  | 9,35                                     | 0                                        |
| Partido Animalista Contra el Maltrato Animal (PACMA) | Partido Animalista Contra el Maltrato Animal (PACMA) | 2924    | 0,72                                     | 0                                        |
| Extremeños Prex Cres (C.Ex-C.R.Ex-P.R.Ex)            | Extremeños Prex Cres (C.Ex-C.R.Ex-P.R.Ex)            | 913     | 0,22                                     | 0                                        |
| Actúa (PACT)                                         | Actúa (PACT)                                         | 740     | 0,18                                     | 0                                        |
| Recortes Cero-Grupo Verde (R0-GV)                    | Recortes Cero-Grupo Verde (R0-GV)                    | 445     | 0,11                                     | 0                                        |
| Por un Mundo más Justo (PUM+J)                       | Por un Mundo más Justo (PUM+J)                       | 436     | 0,11                                     | 0                                        |
| Defensa de lo Público (DP)                           | Defensa de lo Público (DP)                           | 308     | 0,08                                     | 0                                        |
| Votos válidos                                        | Votos válidos                                        | 374 365 | 100,00                                   | 6                                        |
| Votos nulos                                          | Votos nulos                                          | 5030    | Participación: · \| \| 76,12 % \| 6,33 % | Participación: · \| \| 76,12 % \| 6,33 % |
| Votantes                                             | Votantes                                             | 382 107 | Participación: · \| \| 76,12 % \| 6,33 % | Participación: · \| \| 76,12 % \| 6,33 % |
| Electores                                            | Electores                                            | 547 540 | Participación: · \| \| 76,12 % \| 6,33 % | Participación: · \| \| 76,12 % \| 6,33 % |
|                                                      | 76,12 %                                              |         |                                          |                                          |

## Diputados electos
Relación de diputados electos:
| N.º | Nombre                         | Lista | Lista |
| --- | ------------------------------ | ----- | ----- |
| 1   | Valentín García Gómez          |       | PSOE  |
| 2   | Víctor Valentín Píriz Maya     |       | PP    |
| 3   | María Isabel García López      |       | PSOE  |
| 4   | María José Calderón Díaz       |       | Cs    |
| 5   | Mariano Sánchez Escobar        |       | PSOE  |
| 6   | Víctor Manuel Sánchez del Real |       | Vox   |